# Pescaras Grand Prix 1957
Pescaras Grand Prix 1957 var det sjunde av åtta lopp ingående i formel 1-VM 1957. Loppet, som var det första och enda F1-loppet som kördes i Pescara i Italien, kördes tre veckor före Italiens Grand Prix. Detta var första gången som det kördes två F1-lopp i samma land under samma säsong.

## Resultat
1. Stirling Moss, Vanwall, 8+1 poäng
2. Juan Manuel Fangio, Maserati, 6
3. Harry Schell, Maserati, 4
4. Masten Gregory, Scuderia Centro Sud (Maserati), 3
5. Stuart Lewis-Evans, Vanwall, 2
6. Giorgio Scarlatti, Maserati
7. Jack Brabham, Cooper-Climax

### Förare som bröt loppet
- Luigi Musso, Ferrari (varv 9, oljeläcka)
- Paco Godia, Francisco Godia-Sales (Maserati) (9, motor)
- Bruce Halford, Bruce Halford (Maserati) (9, transmission)
- Joakim Bonnier, Scuderia Centro Sud (Maserati) (7, överhettning)
- Jean Behra, Maserati (3, oljeläcka)
- Roy Salvadori, Cooper-Climax (3, olycka)
- Tony Brooks, Vanwall (1, motor)
- Horace Gould, Gould's Garage (Maserati) (0, olycka)
- Luigi Piotti, Luigi Piotti (Maserati) (0, motor)